# Общевойсковая армия

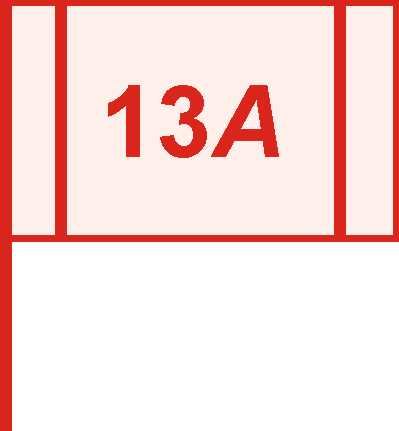
Условное обозначение (знак), применяемое в рабочих документах ВС СССР и ВС России для обозначения армии (общевойсковой, полевой)

Условное обозначение (знак) армии (общевойсковой, полевой), применяемое в документах НАТО

Общевойсковая армия (Полевая армия) — формирование (оперативное объединение) сухопутных войск вооружённых сил (ВС) государства, предназначается для ведения операций в составе фронта или самостоятельно, на отдельном операционном направлении (в этом случае именуется «отдельной армией» (ОА).

## Общие сведения
Командует армией (общевойсковой, полевой) «командующий армией» (КА). В ВС России штатная должностная категория КА — генерал-полковник.
В РККА в период до Великой Отечественной войны и в первой её половине командующий армией именовался (сокращённо) «командармом», позже введено такое же воинское звание (Командарм 2-го ранга), в первый период Великой Отечественной войны должность КА именовалась — «командующим войсками армии» (КВА).

## История
Как оперативное объединение армия (общевойсковая, полевая) впервые возникла в начале XIX века. Появление армий (общевойсковых, полевых) было вызвано увеличением численности вооружённых сил, развитием оружия и военной техники, путей сообщения и возросшим пространственным размахом военных действий. В этих условиях для повышения эффективности управления, лучшего использования боевых и маневренных возможностей войск потребовалось разделить вооружённые силы, действовавшие на Театре войны (театре военных действий (ТВД)), на армии и первыми это начали делать русские. С 1806 года до 60-х годов XIX века полевая армия в ВС Российской империи включала управление, корпуса (высшие соединения в пехоте и кавалерии — непостоянные), имевшие по две дивизии (постоянное войсковое соединение состоящее из двух-трёх бригад двухполкового состава и артиллерийской бригады) и артиллерийские бригады (корпусные). В Отечественной войне использовались 1-я армия Барклая-де-Толли, 2-я армия Багратиона, 3-я армия Тормасова Русской армии (называемой также в советской историографии Императорской, Царской).
В русско-японской войне 1904 — 1905 годов действовало три русские и 5 японских армий. К середине 1-й мировой войны в России было 13, в Германии — 15, во Франции — 10 полевых армий. Боевой и численный состав армии изменялся в зависимости от оперативного предназначения, возлагаемых на неё задач, особенностей ТВ (ТВД) и других условий.
В Советских ВС армейские объединения были созданы в период Гражданской войны в виде армий (общевойсковых), трудовых и конных армий. В тяжёлых условиях гражданской войны и интервенции, в начале 1918 года, были созданы армии с выборным командным составом, они не имели чёткой организации и были различны по составу, позднее в январе — марте 1919 года образованы 1-я, 2-я и Особая армии Западного фронта по борьбе с контрреволюцией. Их организация и боевой состав совершенствовались в годы мирного строительства, особенно при разработке теории «глубокой операции». Значительные изменения претерпели они в ходе Великой Отечественной войны. В начале войны армия (общевойсковая) обычно состояла из управления, стрелковых, механизированных и кавалерийских корпусов, а также из отдельных дивизий (стрелковых, танковых, моторизованных, кавалерийских и смешанных авиационных), артиллерийских частей резерва Главного командования и других частей. В связи с потерями личного состава, материальных средств, увеличения количества фронтов, трудностями управления армейскими объединениями и по ряду других причин был осуществлён переход к армиям без корпусного звена, то есть, меньшего состава, по 5 — 6 стрелковых дивизий, 1 — 3 танковые бригады. К концу 1941 года количество армейских управлений (штабов) возросло с 27 до 58. В дальнейшем в связи с мобилизационными возможностями СССР, накоплением опыта командного состава руководства войсками в армиях увеличилось количество различных отдельных соединений и частей, управлять которыми, без промежуточных звеньев, становилось всё труднее, корпусное звено управления было восстановлено и армейские объединения стали составлять организационную основу не только сухопутных войск, но и других родов войск (сил) РККА (воздушные армии ВВС), армии ПВО (ВПВО) и другие). В годы Великой Отечественной войны в составе фронтов (групп армий) находилось 70 армий, 11 из них за мужество и героизм личного состава к концу войны были удостоены почетного наименования гвардейских (Гв.А).
- 1-я гвардейская армия (1 Гв.А);
- 2-я гвардейская армия (2 Гв.А);
- 3-я гвардейская армия (3 Гв.А);
- 4-я гвардейская армия (4 Гв.А);
- 5-я гвардейская армия (5 Гв.А);
- 6-я гвардейская армия (6 Гв.А);
- 7-я гвардейская армия (7 Гв.А);
- 8-я гвардейская армия (8 Гв.А);
- 9-я гвардейская армия (9 Гв.А);
- 10-я гвардейская армия (10 Гв.А);
- 11-я гвардейская армия (11 Гв.А);

Нагрудный знак Гвардия.

После 2-й мировой войны армейские объединения получили дальнейшее развитие. На их вооружение поступили новые мощные средства борьбы. Совершенствовалась организационная структура, повышалась огневая мощь, ударная сила, подвижность, способность выполнения задач в условиях применения противником как обычных средств поражения, так и  оружия массового поражения (ОМП).

## Состав
ОШС 5-й общевойсковой армии СССР/РФ
Армия (общевойсковая, полевая) состоит из:
- управления (штаба);
- нескольких соединений;
- отдельных частей различных родов войск (сил) и специальных войск, служб, предназначенных для выполнения оперативных задач (ведения операций), то есть, военных (боевых) действий.

В годы Гражданской войны в армию (общевойсковую, полевую) входили 3 — 6 стрелковых и 1 — 2 кавалерийские дивизии. В 1920 году армия (общевойсковая, полевая) состояла из 4 — 5 стрелковых и кавалерийской дивизий, насчитывая 20 000 — 40 000 штыков и сабель с 80 — 120 орудиями. В годы Гражданской войны в составе фронтов (групп армий) РККА находилось 16 армий.
В начале Великой Отечественной войны армия, оперативное объединение советских СВ, состояла из корпусов (стрелковых, механизированных, кавалерийских) и отдельных дивизий. В 1941 году был совершён переход к небольшим армиям по 5 — 6 дивизий, без корпусного управления. В 1942 — 1943 годах корпусное звено управления было восстановлено, и армия (общевойсковая) во второй половине войны имела уже 3 — 4 стрелковых корпуса (7 — 12 дивизий), 3 — 4 артиллерийских и миномётных полка или отдельную артиллерийскую бригаду, отдельный танковый полк, отдельные части специальных войск. Армии редко имели численность более 100 000 человек.
Армии, действовавшие на самостоятельных операционных направлениях, именовались отдельными /ОА/ (такими были, например, Отдельная Приморская Армия, 7-я отдельная, 51, 56-я и другие). В состав отдельных армий, в зависимости от важности операционного направления, целей и боевых задач, входило от 3 — 4 до 10 — 13 стрелковых дивизий, 1 — 3 отдельные стрелковые бригады, другие соединения и части.